# Herrnasbruch
Herrnasbruch ist eine Hofschaft in der bergischen Großstadt Wuppertal. 

## Lage und Beschreibung
Die Hofschaft liegt im Nordwesten der Stadt Elberfeld auf 206 m ü. NHN im Südwesten des Wuppertaler Wohnquartiers Siebeneick des Stadtbezirks Uellendahl-Katernberg nahe der Stadtgrenze zu Velbert. 
Benachbarte Wohnplätze und Ortschaften sind Auf der Schmitten, Asbruch, Königshof, Schanze, Jägersasbruch, Jungmannshof, Wüstenhof und Römershäuschen.

## Geschichte
Ein Asbruch wurde erstmals 1355 in einem Verzeichnis der zur bergischen Herrschaft Hardenberg gehörenden Güter urkundlich erwähnt und gehörte im Spätmittelalter und der frühen Neuzeit zur Villikation des Oberhofs Neviges in der Bauerschaft Kleine Höhe. 1403 ist eine Zugehörigkeit zum Altar in Neviges beurkundet. Es ist aber unklar, ob sich diese Nennungen auf Herrnasbruch oder das benachbarte Jägersasbruch beziehen, die beide auf älteren Kartenwerken wie der Topographia Ducatus Montani des Erich Philipp Ploennies aus dem Jahre 1715 als Asbruch eingezeichnet sind. 
Der Ort ist auf der Topographischen Aufnahme der Rheinlande von 1824 als Asbruch und auf der Preußischen Uraufnahme von 1843 als Herren Asbruch eingezeichnet. Auf Messtischblättern des frühen 20. Jahrhunderts trägt der Ort den Namen Obr. Asbruch, ab der zweiten Hälfte den Namen Herrnasbruch.
Im 19. Jahrhundert gehörte Herrnasbruch zu der Bauerschaft Kleine Höhe der Bürgermeisterei Hardenberg, die 1935 in Neviges umbenannt wurde. Damit gehörte es von 1816 bis 1861 zum Kreis Elberfeld und ab 1861 zum alten Kreis Mettmann. 
1888 lebten in Herrnasbruch neun Einwohner in einem Wohnhaus. Der Ort wird zu dieser Zeit als Oberste Asbruch bezeichnet.
Durch die nordrhein-westfälische Gebietsreform kam Neviges mit Beginn des Jahres 1975 zur Stadt Velbert und die östlichen Außenortschaften von Neviges um Asbruch wurden in Wuppertal eingemeindet.